# 白亚尔 (汉特-曼西自治区)
白亚尔（羅馬化：Belyy Yar）是俄罗斯汉特-曼西自治区的市级镇，为该自治区苏尔古特区第二大市级镇。地处汉特-曼西自治区东部，位于鄂毕河右岸，在区行政中心苏尔古特西侧、自治区首府汉特-曼西斯克东偏北方，镇西侧有同属一区的市级镇巴尔索沃。附近城市除区行政中心外有涅夫捷尤甘斯克。
距离较近的火车站有苏尔古特站，以及位于巴尔索沃的鄂毕斯基站。
该地2022年人口有18,065人；2010年人口14,580；2002年人口14,392；1989年人口13,004。